# Kronologija Domovinskog rata: studeni 1990.

### 4. studenoga
- U Sarajevu, u olimpijskoj dvorani Zetra, održan veliki predizborni skup HDZ-a BiH.[1]

### 8. studenoga
- Predsjednik Republike Hrvatske dr. Franjo Tuđman u intervjuu za YUTEL izjavio da Jugoslavija može opstati jedino kao savez ravnopravnih republika po uzoru na Europsku zajednicu. Izvori balvan revolucije nisu u Kninu, nego je to scenerij importiran u Knin, rekao dr. Tuđman.[1]

### 9. studenoga
- U Zagrebu održana osnivačka skupština Udruženja hrvatskih ratnih veterana, a za samo mjesec dana pristupnice potpisalo oko 15.000 prijašnjih članova SUBNOR-a.[1]

### 13. studenoga
- U prisutnosti kardinala Kuharića ispraćeno tijelo ubijenog sisačkog župnika Antuna Grahovara, koji je ubijen sa sedam uboda noža u Župnom dvoru pokraj Crkve sv. Marije na Viktorovcu u Sisku.[2]

### 14. studenoga
- Predsjednik Sabora Republike Hrvatske dr. Žarko Domljan primio predstavnike Helsinške federacije za ljudska prava Geralda Naglera i Christine von Khol, te ih obavijestio da Srbi u Hrvatskoj nisu ugroženi.[2]

### 22. studenoga
- U Novom Mestu sastali se predstavnici Hrvatske i Slovenije, na čelu s predsjednicima dr. Tuđmanom i Kučanom, dogovorili daljnje zajedničke korake na putu k osamostaljenju dviju republika. Od Predsjedništva SFRJ bit će zatraženo da se spriječi daljnja politizacija JNA.[3]

### 23. studenoga
- Sabor Republike Hrvatske utvrdio Prijedlog nacrta novog ustava Republike Hrvatske i uputio ga na jednomjesečnu javnu raspravu.[3]
- Maskirani teroristi na cesti Obrovac Benkovac presreli policijsku ophodnju i ubili policajca Gorana Alavanju, a inspektora policije Stevana Bukaricu ranili.[3]
- Republička izborna komisija BiH proglasila izbore u BiH legitimnima.[3]

### 24. studenoga
- Međunarodna akademija Medicea u Pisi dodijelila dr. Franji Tuđmanu nagradu Catarina de Medici za osobite doprinose demokratizaciji Hrvatske.[3]

### 25. studenoga
- Predsjednik Republike Hrvatske dr. Franjo Tuđman proglašen počasnim doktorom Sveučilišta La Jolla u Švicarskoj.[3]

### 26. studenoga
- Okružno javno tužilaštvo u Gospiću podnijelo krivičnu prijavu protiv Sime Dubajića iz Kistanja, zbog organiziranja srpskog terorizma.[3]

### 27. studenoga
- U Saopštenju savjeta narodnog (ratnog) otpora opštine Benkovac pozivaju sve policajce srpske narodnosti da odbiju izvršavati naređenja ustaških naredbodavaca.[3]

### 29. studenoga
- U Zagrebu razgovarali predsjednici Hrvatske i Slovenije Tuđman i Kučan sa saveznim premijerom Markovićem i od njega zatražili da se depolitizira JNA.[3]
- U svojoj analizi američka obavještajna služba CIA prognozira raspad jugoslavenske federacije najkasnije za 18 mjeseci, koji će pratiti krvavi građanski rat, piše New York Times.[3]
- Unatoč zabrani izvoza borbenih aviona s britanskim motorima, Jugoslavija ih izvozi u Burmu za rat protiv ustanika, piše britanski Janes Defence Weekly.[3]